# Сапега, Андрей Иванович
Андре́й Сапе́га (около 1565—1611) — государственный деятель Великого княжества Литовского. Представитель влиятельного рода Сапег, сын Ивана Богдановича Сапеги и младший брат канцлера великого литовского Льва Сапеги.
В 1585 году был дворянином короля польского и великого князя литовского Стефана Батория. В 1596 году в качестве руководителя витебской и мстиславской шляхты и под общим руководством Крыштофа Радзивилла «Перуна» участвовал в подавлении восстания Наливайко. В 1597—1600 годах находился на московской границе, передавая полученную с помощью шпионов информацию братьям Льву и Крыштофу Радзивиллу. 
С 1588 года староста оршанский, в 1600—1605 каштелян витебский, с 1605 года воевода мстиславский.
В войне с Россией 1609—1618 годов присоединился к армии королевича Владислава и, вероятно, принимал участие в осаде Смоленска.
Был одним из первых Сапег перешедших из православия в католицизм.